# 短距槽舌兰
短距槽舌兰（学名：Holcoglossum flavescens）为兰科槽舌兰属下的一个种。